# Сетерт, Дуг
Дуглас Генри Сетерт (англ. Douglas Henry Soetaert; род. 21 апреля 1955, Эдмонтон) — бывший канадский хоккеист, игравший на позиции вратаря, обладатель Кубка Стэнли 1986 года в составе «Монреаль Канадиенс».

## Карьера

### Игровая карьера
На молодёжном уровне в течение четырёх полных сезонов играл за «Эдмонтон Ойл Кингз». По окончании сезона на драфте НХЛ 1975 года был выбран в 2-м раунде под 30-м номером клубом «Нью-Йорк Рейнджерс», к которому присоединился после выбора на драфте. Первые пять сезонов в составе «Рейнджерс» он был резервным вратарём, играя в основном за фарм-клубы.
В сезоне 1980/81 он закрепился в составе «Рейнджерс», сыграв 39 игр, одержав 16 побед. По окончании сезона Сетерт перешёл в «Виннипег Джетс», в составе которого отыграл три сезона в качестве основного вратаря.
Перед стартом сезона 1984/85 перешёл в «Монреаль Канадиенс», в составе которого в 1986 году выиграл Кубок Стэнли в качестве запасного вратаря. Его последним клубом в карьере стал «Нью-Рейнджерс», в котором он завершил игровую карьеру.
Играл за молодёжную сборную на МЧМ-1975, на котором со сборной завоевал серебряные медали.

### Управленческая карьера
Входил в тренерский и управленческий штаб ряда хоккейных команд, также был генеральным менеджером «Канзас Сити-Блэйдс» (1991—2001), «Эверетт Сильвертипс» (2002—2012) и «Тусон Роудраннерс» (2016—2017).